# Élie Aboud

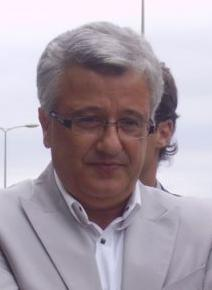
Élie Aboud

Élie Aboud (* 12. Oktober 1959 in Beirut, Libanon) ist ein französischer Politiker der Les Républicains.

## Leben
Aboud studierte Medizin und ist von Beruf Kardiologe. Von Juli 2007 bis Juni 2012 und von Dezember 2012 bis Juni 2017 war er Abgeordneter in der Nationalversammlung.